# CA Independência
CA Independência was een Braziliaanse voetbalclub uit de stad São Paulo.

## Geschiedenis
De club werd in 1918 opgericht. Van 1920 tot 1925 speelde de club in de tweede klasse van het Campeonato Paulista. In 1926 vond er een splitsing plaats in het voetbal in de staat São Paulo, er kwam een prof- en een amateurcompetitie. Independência ging in de hoogste klasse van de amateurcompetitie spelen en eindigde in het eerste seizoen op een respectabele derde plaats, achter traditieclubs Paulistano en Germânia. Het volgende seizoen nam de club de naam CA Sant'Anna aan en werd nu laatste in de competitie. De naam werd hierop weer gewijzigd in Independência. In 1928 werd de club zevende en in 1929 vierde. Hierna werden de twee voetbalbonden samengevoegd en verdween de club uit de hoogste klasse. Inmiddels is de club ontbonden.